# Eudonia phaeoleuca
Eudonia phaeoleuca là một loài bướm đêm trong họ Crambidae.